# Liebe das Leben
Liebe das Leben (Original: La Vie rêvée des anges) ist ein französisches Filmdrama aus dem Jahre 1998.

## Handlung
Die 20-jährige lebensfrohe Isa kommt als Vagabundin in die französische Stadt Lille, wo sie die gleich alte pessimistische Marie kennenlernt. Diese kümmert sich um eine Wohnung, weil die Besitzerin einen Autounfall hatte, den nur ihre Tochter Sandrine überlebt hat. Die beiden verstehen sich trotz ihrer Gegensätzlichkeit gut und Isa zieht bei Marie ein. Die beiden Freundinnen leben in den Tag hinein und halten sich mit Gelegenheitsjobs über Wasser.
Während Isa Sandrine, die im Koma liegt, im Krankenhaus besucht und sich um sie kümmert, beginnt Marie eine Affäre mit dem reichen Clubbesitzer Chris. Sie träumt von einem Leben mit ihm und distanziert sich immer mehr von Isa, die Chris nicht traut.
Schließlich bittet Chris Isa, für ihn mit Marie Schluss zu machen. Maries Traumwelt bricht zusammen, und sie springt aus dem Fenster. Zur selben Zeit beginnt Sandrine aus ihrem Koma zu erwachen. Isa findet Arbeit in einer Fabrik.

## Kritik
„Ein außergewöhnlicher Erstlingsfilm, der durch die hervorragend besetzten Hauptrollen und eine konzentrierte Kameraarbeit überzeugt, was einige Klischees in der Zeichnung der Nebenrollen vergessen läßt.“

„Das Resultat des Films ist eine ganz und gar glaubwürdige Geschichte. Seinem Realismus ist nicht die Grazie des Geschehens geopfert, er läßt die Personen das Geheimnis, das sie auch für sich selbst sind. Die Handlung ist nicht "bigger than life", sondern von einem unaufdringlichen Sozialrealismus, der ganz entfernt an die früheren Filme eines Mike Leigh oder Ken Loach denken lässt.“

## Auszeichnungen
- 1998 Cannes Film Festival
  - Darstellerpreis: Élodie Bouchez und Natacha Régnier
  - nominiert für die Goldene Palme
- 1999 César
  - Beste Schauspielerin: Élodie Bouchez
  - Bester Film
  - Beste Nachwuchsdarstellerin: Natacha Régnier
  - nominiert: Beste Kamera: Agnès Godard
  - nominiert: Beste Regie: Erick Zonca
  - nominiert: Bestes Erstlingswerk: Erick Zonca
  - nominiert: Bestes Drehbuch: Erick Zonca und Roger Bohbot
- 1999 Syndicat Français de la Critique de Cinéma
  - Bester französischer Film